# 브리기테 하스
브리기테 하스(독일어: Brigitte Haas, 1964년 12월 27일~)는 리히텐슈타인의 정치인, 법조인이다. 리히텐슈타인 상공회의소 전무이사를 역임했으며 2025년 총선에서 총리로 당선되었다.